# Rainer Pietsch (Musiker)
Rainer Pietsch (* 12. April 1944 in Walburg; † 21. August 1997 in München) war ein deutscher Musikproduzent, Sänger (unter dem Namen Ray P. bekannt), Songwriter und Dirigent.

## Leben
1953 kam er zum Thomanerchor Leipzig und flüchtete 1958 aus der DDR.
In seiner Jugendzeit war er in der Kölner Beatmusik-Szene aktiv und 1962 Gründungsmitglied der Rock-Band Ray & Typhoons, einer Vorläuferband der Bläck Fööss, bei der er mit diversen Mitgliedern der späteren Band zusammen spielte. Nach seinem Abitur 1965 nahm er ein Jahr später eine erste Single auf. Ab 1969 war er als Produzent bei Harvest Records tätig, arbeitete als Arrangeur und machte sich ab 1971 selbständig. 1976 gründete Pietsch den R.A.M Musikverlag und 1979 den AutoBahn Musikverlag Pietsch u. Co.
Die erste Goldene Schallplatte als Musikproduzent erreichte er 1975 zusammen mit Michael Holm und dem Titel Tränen lügen nicht. Seine erste Teilnahme am Grand Prix war 1975 mit Joy Flemings Ein Lied kann eine Brücke sein, für das er die Musik komponiert hatte und am Veranstaltungsabend auch das Orchester dirigierte. Beachtung erhielt dies medial besonders, weil er zu Beginn des Stückes mehrfach kräftig rhythmisch auf den Boden stampfte. Er erhielt in seiner Laufbahn weitere goldene Schallplatten als Komponist. 1984 nahm er mit dem Titel Don't break the silence am Tokio Song Festival teil und erreichte den 2. Platz.
Er dirigierte dreimal den deutschen Beitrag zum Eurovision Song Contest:
- 1975: Ein Lied kann eine Brücke sein, das er selbst komponiert und für das Michael Holm den Text geschrieben hatte[8]
- 1985: Für alle mit der Gruppe Wind[9]
- 1990: Frei zu leben mit den Interpreten Chris Kempers und Daniel Kovac[10]

Er schrieb Musik unter anderem für Ingrid Peters, Amanda Lear, Jürgen Drews, Mary Roos, Michael Holm, Nicole, Rex Gildo und Wind.